# Limonium acutifolium
Limonium acutifolium är en triftväxtart som först beskrevs av Badarò och Heinrich Gottlieb Ludwig Reichenbach, och fick sitt nu gällande namn av Charles Edgar Salmon. Limonium acutifolium ingår i släktet rispar, och familjen triftväxter. Inga underarter finns listade i Catalogue of Life.